# 川藏公路

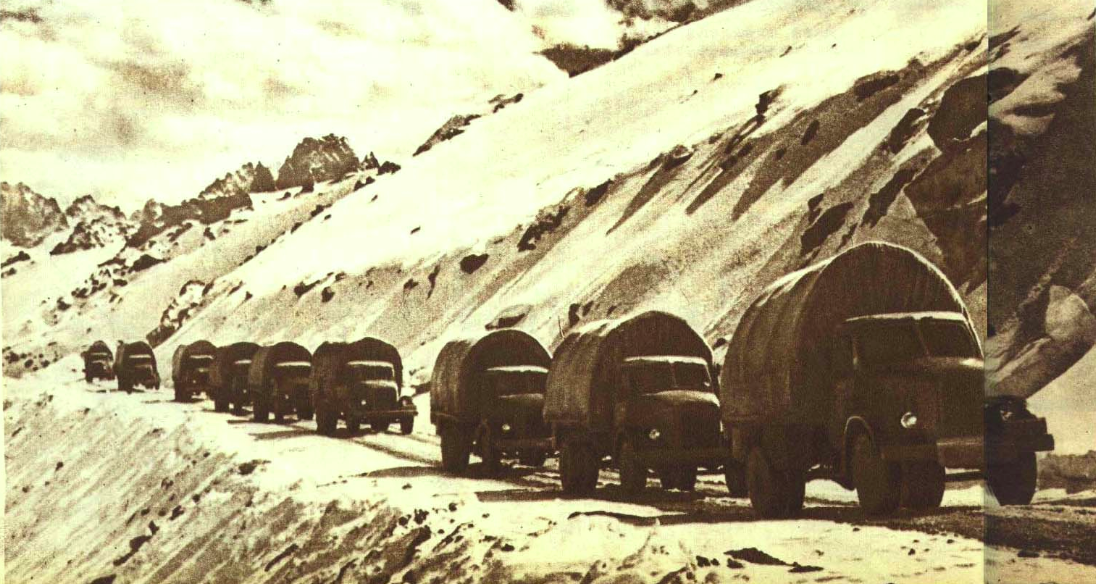
1953年的康藏公路

川藏公路（旧称康藏公路），是中国西南地区的公路。
川藏公路最初起点位于雅安，后延长至四川成都，终点西藏拉萨，分为南北两线，南线是318国道（上海－西藏樟木）的一部分，北线是317国道（四川成都-西藏噶尔）的一部分。其中南线于1950年4月动工兴建，1954年12月25日康藏公路（四川、西康两省交界的金鸡关至拉萨）与青藏公路（西宁至拉萨）同时全线通车。。
川藏公路自西藏解放后开始修建，1950年便动工，直到1969年完工，全线牺牲人数达5,000多人。建设中牺牲了3,000多官兵和1,000多藏汉民工。观察者网背景的“科工力量”透露，自从川藏公路建成以来，有660多名解放军官兵牺牲在川藏线上。

## 南线北线
川藏公路从四川新都桥处分为南北两线。

### 南线

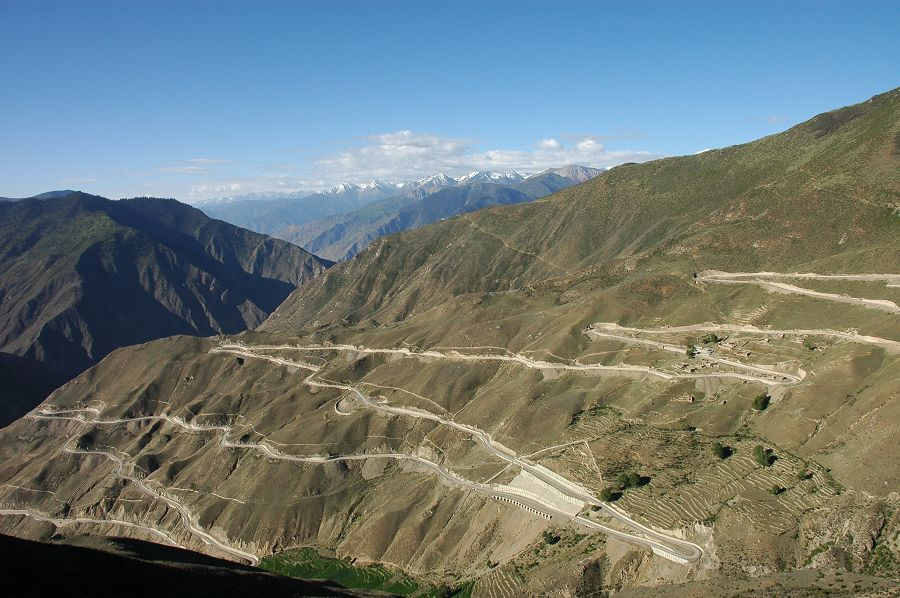
西藏八宿九十九道拐（又名怒江七十二拐）

南线为318国道的一部分，经理塘、巴塘，到西藏芒康，在邦达与北线会合，再经波密、林芝到拉萨，全长约2150公里。

#### 主要风景
- 通麦天险：
是一段位于林芝县与波密县之间一段通行环境极其险恶的沙石路段，全长约17公里，海拔约2400米，上方是高峻的大山，下方则是深邃的峡谷江面。雨天路面狭窄、泥泞，车辆通行艰难。该路段经常发生塌方、泥石流、高山滚石，若车辆在此发生事故，救援异常困难。[7]
- 西藏八宿九十九道拐（怒江七十二拐）
- 康定折多山
- 新都桥
- 理塘毛垭大草原
- 稻城亚丁
- 雅鲁藏布大峡谷
- 然乌湖
- 巴松措
- 塞上江南林芝

### 北线

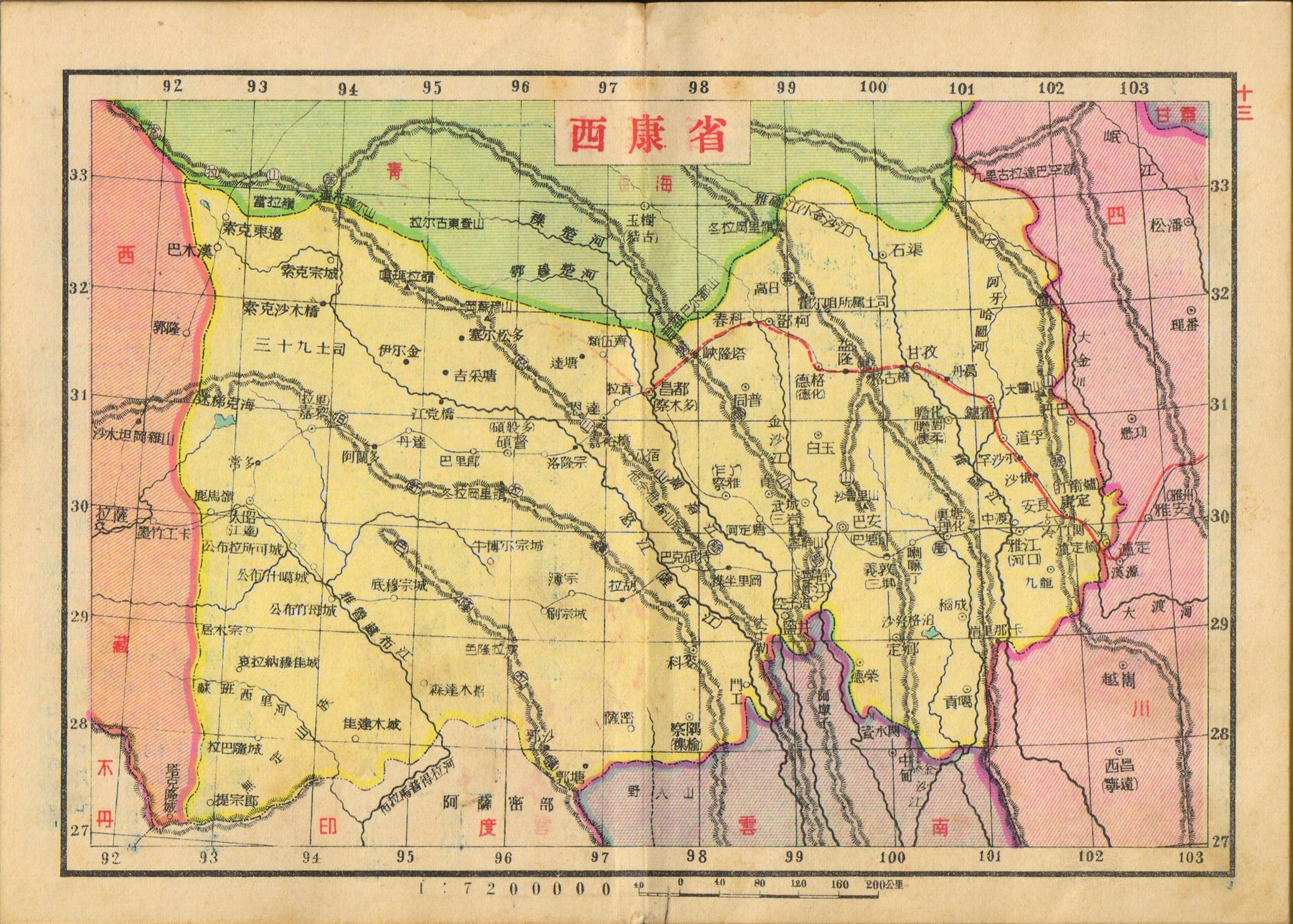
亚新地学社1936年《袖珍中华全图》西康省地图：可见泸定到昌都的川藏北线

北线为317国道的一部分，经甘孜、德格，到西藏昌都，全长约2400公里。

#### 主要风景
- 丹巴甲居藏寨
- 色达五明佛学院
- 德格印经院
- 梭坡古碉
- 道孚龙灯草原
- 强巴林寺
- 孜珠寺
- 卡萨湖、玉隆拉措、三色湖

## 高速化升级改造

### 成都－雅安
成雅高速公路全长141.2公里，1996年12月6日动工，2000年1月4日建成通车。起于成都永丰立交，途经成都市高新区、双流区，止于雅安市雨城区。成都至青龙场36.22公里为双向六车道，其余路段为双向四车道，设计行车速度最高120公里/小时。

### 雅康高速公路（雅安至康定）
雅安到泸定段已通车，泸定到康定段于2018年12月31日试运营通车。

### 康定－新都桥高速公路
前期准备（2014年12月19日）。

### 东海路升级改造
该路段起于康定县新都桥镇东俄洛村，经雅江、理塘两城，止于巴塘县界海子山，沿线先后翻越高尔寺山、剪子弯山、卡子拉山、脱洛拉卡山四座海拔4000米以上高山，老路全长303公里，改建后里程270.5公里，缩短了32.5公里。项目共有桥梁54座共计2900米、隧道3座共计10.7公里。交通运输部批复核定建设工期三年（高尔寺隧道四年），工程概算45.64亿元，省厅批复预算42.6亿元。受2011年“7·13”雅江特大山洪泥石流影响，重灾区有共约65公里路段进行了重新勘察设计，以应对极端气候条件，提高抗灾能力，为此工程另增加投资2.3亿元。 （页面存档备份，存于）

### 海竹路升级改造
海子山至竹巴笼（金沙江川藏界），已完成。

### 102滑坡群和通麦至105段

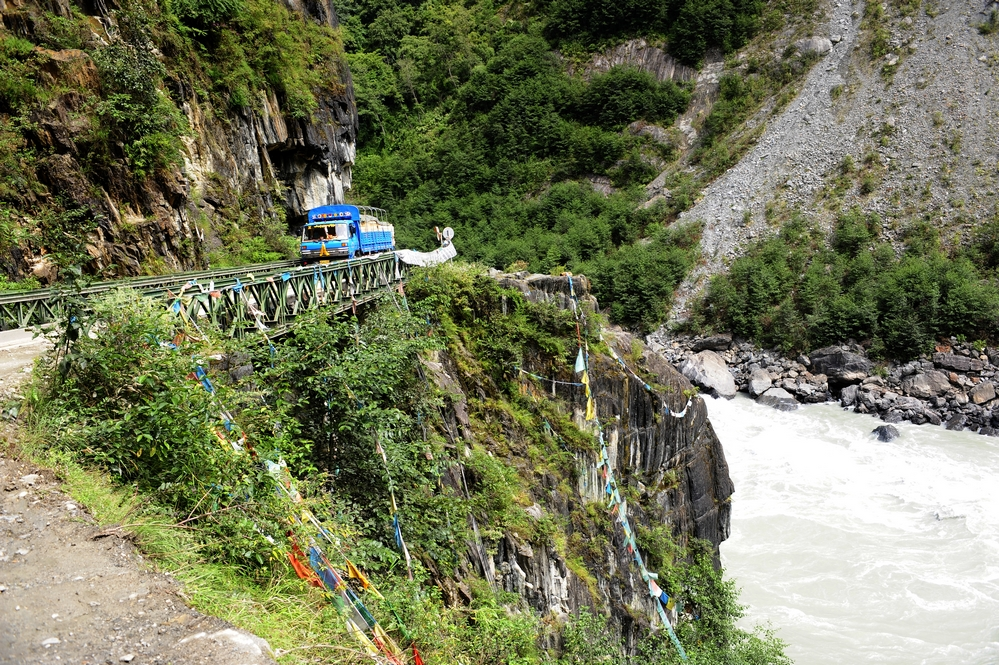
原通麦天险（2008年）

该段川藏公路西藏境内规模最大的灾害路段。102滑坡群整治改建工程全长3.42公里，新建大桥1座、全长50米；隧道1座（102隧道）、全长1731米。通麦至105道班段公路整治改建工程全长20.58公里，新建特大桥2座（通麦斜拉桥迫龙沟特大桥）、总长度998米，中桥3座、总长度144米；隧道4座（通麦1,2号隧道，帕隆1,2号隧道）。

### 拉林高等级公路（拉萨至林芝高等级公路）
全长约409.2公里，估算静态总投资380亿元。拉林高等级公路等级为一级，设计速度每小时80公里，双向4车道，工程建成后，拉萨至林芝通行时间至少节约2个小时以上。拉林高等级公路工程的开工建设标志着西藏自治区公路交通超常规发展规划开始启动。